# Мавр Сервий Гонорат
Мавр Се́рвий Гонора́т (лат. Maurus Servius Honoratus) — римский грамматик конца IV века. Автор обширных комментариев к «Буколикам», «Георгикам» и «Энеиде» Вергилия.

## Комментарии к Вергилию
Комментарии Сервия к Вергилию сохранились в двух различных рукописных традициях. Первый вариант — это сравнительно короткий комментарий, его приписывают Сервию на основании подписи на рукописи и других внутренних свидетельств. Второй класс рукописей датируется X и XI веками и содержит тот же текст в значительно расширенном виде. Добавления, появляющиеся в копиях текста, отличаются от оригинала стилем, и ни одна из этих рукописей не подписана именем Сервия. «Добавленный материал, несомненно, древнего происхождения и относится ко времени, недалеко отстоящему от времени Сервия. Он основан в большой степени на исторической и антикварной литературе, которая сейчас утеряна. Автор неизвестен и, скорее всего, был христианином», — возможно, автором является Элий Донат.
Третий тип рукописей, написанный большей частью в Италии, даёт исходный текст со схолиями, что демонстрирует важную роль этой работы в то время. Настоящий комментарий Сервия Марка Гонората на самом деле единственное сохранившееся полное издание какого-либо классического автора, написанное до упадка Империи. Он построен во многом на принципах современного издания и частично основан на огромном количестве критики по Вергилию, большая часть которой известна по фрагментам и фактам, сохранившимся в этом комментарии. Примечания к тексту Вергилия, несмотря на существующие рукописи, которые восходят ко времени Сервия или, возможно, более раннему времени, тем не менее, предоставляют ценную информацию о древних исправлениях и критике текстов Вергилия. В грамматической интерпретации авторского языка комментарий Сервия остаётся жёстким и чрезмерно перегруженным деталями, как и все комментарии этого времени, а его этимологии, как и следовало бы ожидать, нарушают все современные законы звуковых и семантических изменений в угоду творческой интерпретации.
Тем не менее Сервий, в частности, заслуживает похвалы за противостояние аллегорическим методам толкования текста. Для историка и любого человека, занимающегося античностью, неизменная ценность его работы заключается в сохранении фактов, религии, древностей и языка римской истории, которые, не будь его, могли бы не дойти до наших дней. Значительная часть того, что мы знаем о Варроне и других античных учёных, дошла до нас именно благодаря работам Сервия.

## Другие работы
Кроме комментария к Вергилию сохранились и другие работы Сервия, а именно примечания к учебнику «Ars grammatica» Элия Доната, рассуждение о ритмических окончаниях в стихе (De finalibus ad Aquilinum) и трактат о поэтических размерах (De centum metris).

## Рецепция и издания
Как персонаж, он фигурирует в «Сатурналиях» Макробия. Аллюзии в этом произведении, а также письмо Симмаха Сервию дают основания полагать, что Сервий был язычником.
Впервые комментарии Сервия были напечатаны во Флоренции Бернардо Ченнини (Bernardo Cennini) в 1471 году. Издание Сервия под редакцией Георга Тило и Германа Хагена, опубликованное ещё в 1880-х годах, остаётся единственным изданием всех работ Сервия. В 1965 году начато новое (Гарвардское) издание сочинений Сервия (публикация продолжается).

## Издания
- Servianorum in Vergili Carmina Commentariorum. Editio Harvardiana. Oxford, 1965—

## Переводы на русский язык
- в: Вергилий. Энеида. С комментариями Сервия. М., «Лабиринт», 2001. Перевод с латинского Н. А. Федорова. текст Книги 1

### На иностранных языках
- Комментарий к «Энеиде» по изданию Тило на сайте perseus.tufts.edu (лат.)
- Комментарий к книгам XI—XII «Энеиды», «Буколикам» и «Георгикам» на Google-books по изданию 1826 года (лат.)